# Zoológico de Queens
El Zoológico de Queens (en inglés: Queens Zoo ) es un parque zoológico de 18 acres (7,3 hectáreas) ubicado en el sector de Queens de Nueva York, en Flushing Meadows - Corona Park en los Estados Unidos. El zoológico es parte de un sistema integrado de cuatro zoológicos y un acuario gestionado por la Sociedad de Conservación de Vida Silvestre, en colaboración con la Ciudad de Nueva York a través del Departamento de Parques y Recreación, y está acreditado por la Asociación de Zoológicos y Acuarios (AZA).
El zoológico fue cerrado en 1988 y reabierto en 1992 después de un período de cuatro años de una renovación a un costo de 16 millones de dólares, que incluyó un rediseño y una reconceptualización del lugar.